# Tigris (stjärnbild)
Tigris eller Tigris-floden var en stjärnbild på norra stjärnhimlen som introducerades av den nederländske astronomen Petrus Plancius i en stjärnatlas som publicerades av  Plancius 1612 eller 1613. Den ena änden gränsade till Ormbäraren och den andra till Pegasus. På sin väg passerade Tigrisfloden bland annat Räven, Örnen och Svanens stjärnbilder.
Stjärnbilden kom inte med i Johann Elert Bodes monumentalverk Uranographia, sive Astrorum Descriptio viginti tabulis aeneis incisa … (1801) och glömdes snart.
Den polsk-lettiske astronomen och matematikern Marcin Odlanicki Poczobutt föreslog 1777 stjärnbilden Poniatowskis tjur. Den fick hämta några av sina stjärnor från Tigris halvt bortglömda stjärnbild.